# Daisuke Hosokawa
Daisuke Hosokawa (細川 大輔, Hosokawa Daisuke) (né le 18 avril 1982 à Amagasaki) est un nageur japonais. En 2003, il obtient sa première médaille internationale aux Championnats du monde de Barcelone lors du relais 4 × 100 m quatre nages, puis récidive lors des deux éditions suivantes dans la même épreuve.

## Palmarès

### Championnats du monde

#### Grand bassin
- Barcelone 2003 :
  -  Médaille de bronze du relais 4 × 100 m quatre nages
- Montréal 2005 :
  -  Médaille de bronze du relais 4 × 100 m quatre nages
- Melbourne 2007 :
  -  Médaille d'argent du relais 4 × 100 m quatre nages